# Sandhills

Lage der Sandhills in den USA

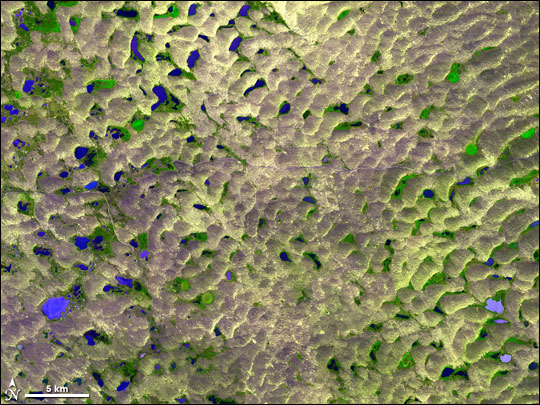
Die Sandhills vom Weltall aus fotografiert

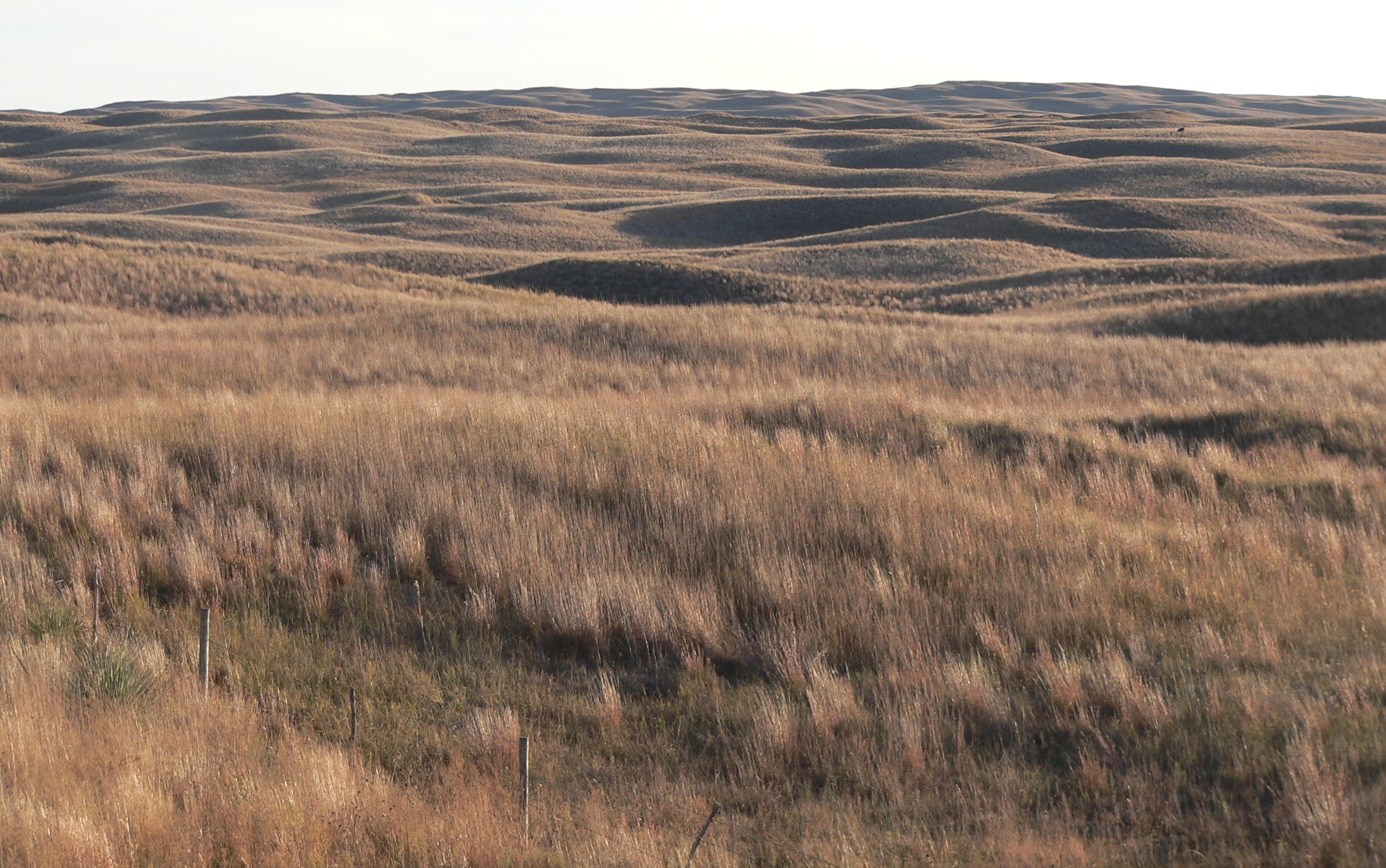
Sandhills im Hooker County

Die Sandhills, gelegentlich auch Sand Hills geschrieben oder Nebraska Sandhills genannt, sind eine ausschließlich aus Sanddünen bestehende Prärieregion im US-Bundesstaat Nebraska. Ungewöhnlich an diesen Sanddünen ist, dass sie fast vollständig durch niedrigen Pflanzenbewuchs stabilisiert sind. Die Sandhills sind die größte zusammenhängende Fläche an solchen Sanddünen in der westlichen Hemisphäre und machen fast ein Viertel der Fläche von Nebraska aus. Seit 1984 zählen sie zu den National Natural Landmarks der Vereinigten Staaten.
Die Sandhills bekamen besondere Aufmerksamkeit, weil die ursprüngliche Trassenführung der Keystone-XL-Pipeline aus dem Jahr 2005 von den kanadischen Ölsand-Gebieten zum US-Ölumschlagplatz Cushing, Oklahoma durch die Sandhills geplant war. Ein neuer Antrag mit geänderter Trasse aus dem Jahr 2013 umgeht die Sandhills.

## Merkmale
Das Gebiet der Sandhills wird von einzelnen Institutionen unterschiedlich von den angrenzenden Prärieregionen abgegrenzt. Abhängig von der verwendeten Definition umfassen die Sandhills 59.760 oder 61.100 Quadratkilometer. Die Dünen erreichen eine Höhe von bis zu 100 Meter und die Höhenlage reicht von 550 Meter über NN im Osten bis zu 1100 Höhenmeter NN. im Westen. Die überwiegend nordwestlichen Winde haben dazu beigetragen, dass die Dünen und Täler grundsätzlich südwestlich bis nordöstlich orientiert sind. Die einzelnen Dünenkämme erreichen eine Länge von bis zu 32 Kilometer.
Die Sandhills liegen oberhalb des sehr großen Ogallala-Aquifer und weisen zwischen der Oberfläche und dem Grundwasser keine Sperrschichten auf. Daher liegen zwischen den einzelnen Dünen Marsche, Seen und Sümpfe, obwohl die Niederschläge in dieser Region nicht sehr hoch sind. Aufgrund dieses Merkmals sind die Sandhills für viele Vogelarten Zwischenstation auf ihrem Zug in die Überwinterungsgebiete. Teile des Gebietes gehören zum Einzugsgebiet des Loup River und des Niobrara River. Einer der charakteristischen Brutvögel dieser Region ist entsprechend auch eine auf Feuchtgebiete angewiesene Art, nämlich der Rostbrachvogel.
Gleichzeitig macht diese Durchlässigkeit des Bodens den Ogallala-Grundwasserleiter mit seiner unschätzbaren Bedeutung für die Landwirtschaft in den gesamten Great Plains in den Sandhills besonders gefährdet. Die Trassenführung der Keystone-XL-Pipeline sah ursprünglich eine Querung der Sandhills vor und zog auch deshalb massive Proteste von Umweltschützern auf sich.
Der World Wide Fund for Nature ordnet die Sandhills als eine Ökoregion ein, die sich deutlich von anderen Regionen der Great Plains unterscheidet. 85 % der Region gelten als noch ursprüngliches Habitat. Dies ist im Wesentlichen darauf zurückzuführen, dass der größte Teil der Sandhills nie landwirtschaftlich genutzt wurde. An die Sandhills grenzt das Niobrara Valley Preserve, ein weiteres Naturschutzgebiet an.

## Einzelbelege
1. ↑  Paul A. Johnsgard: Great Wildlife of the Great Plains. University Press of Kansas, 2003, S. 79
2. ↑  National Park Service: Nebraska Sand Hills. nps.gov, archiviert vom Original (nicht mehr online verfügbar) am 6. März 2013; abgerufen am 21. Mai 2013.  Info: Der Archivlink wurde automatisch eingesetzt und noch nicht geprüft. Bitte prüfe Original- und Archivlink gemäß Anleitung und entferne dann diesen Hinweis.
3. ↑  U.S. Fish and Wildlife Service: The Sandhills "Building Partnerships for an Ecosystem". fws.gov, archiviert vom Original (nicht mehr online verfügbar) am 29. Oktober 2013; abgerufen am 21. Mai 2013.  Info: Der Archivlink wurde automatisch eingesetzt und noch nicht geprüft. Bitte prüfe Original- und Archivlink gemäß Anleitung und entferne dann diesen Hinweis.
4. ↑  Paul A. Johnsgard: Great Wildlife of the Great Plains. University Press of Kansas, 2003, S. 80
5. ↑  Paul A. Johnsgard: Great Wildlife of the Great Plains. University Press of Kansas, 2003, S. 83
6. ↑  Nebraska Sand Hills mixed grasslands. worldwildlife.org, abgerufen am 19. Mai 2013.

Koordinaten: 42° 5′ N, 101° 2′ W